# David Cassel
Pour les articles homonymes, voir Cassel.
David Cassel (né le 7 mars 1818 à Glogau, mort le 22 janvier 1893 à Berlin) est un pédagogue et hébraïste allemand.

## Biographie
Cassel fait des recherches et enseigne à la Hochschule für die Wissenschaft des Judentums à Berlin. Il est l'auteur de dictionnaires et de livres de grammaire. En 1857, il devient membre de la Société des Amis.
Sa sépulture se trouve au cimetière juif de Berlin-Weißensee.